# Heterocentron suffruticosum
Heterocentron suffruticosum är en tvåhjärtbladig växtart som beskrevs av Townshend Stith Brandegee. Heterocentron suffruticosum ingår i släktet Heterocentron och familjen Melastomataceae. Inga underarter finns listade i Catalogue of Life.